# 勞勒爾萊克 (新澤西州)
勞勒爾萊克（英語：Laurel Lake）是位於美國新澤西州坎伯蘭縣的普查規定居民點。

## 人口
根據2020年美國人口普查的數據，勞勒爾萊克的面積為4.82平方千米，當中陸地面積為4.50平方千米，而水域面積為0.32平方千米。當地共有人口2861人，而人口密度為每平方千米593.57人。